# Ремолінос
Ремолінос (ісп. Remolinos) — муніципалітет в Іспанії, у складі автономної спільноти Арагон, у провінції Сарагоса. Населення — 1199 осіб (2010).
Муніципалітет розташований на відстані близько 260 км на північний схід від Мадрида, 32 км на північний захід від Сарагоси.

## Демографія
Динаміка населення (INE ):